# Smart host
Smart host — термин, описывающий почтовый сервер, который используется в качестве ретранслятора электронной почты другим сервером.
Реализация MTA, использующая smarthost, существенно проще (как в реализации, так и в настройке), чем полноценный MTA  с доставкой согласно MX-записям в DNS, поэтому такие MTA используются на не-почтовых серверах в организациях, у которых есть выделенный почтовый сервер (или таковой предоставляется провайдером интернет/хостинга), в малых организациях (полагающихся целиком на сервера провайдера).
Сервер, используемый почтовым клиентом (MUA) для отправки писем по SMTP, можно считать смарт-хостом для MUA, хотя, в данном случае, этот термин не используют.